# Totalitarisme inversé
Le totalitarisme inversé  est un terme inventé par le philosophe politique Sheldon Wolin pour décrire ce qu'il croit être la forme émergente du gouvernement aux États-Unis.
Wolin est d'avis que les États-Unis sont dans une pseudo-démocratie (on parle en général d'oligarchie de fait) et il utilise le terme « totalitarisme inversé » pour illustrer les similitudes et les différences entre le système gouvernemental des États-Unis et les régimes totalitaires tels que l'Allemagne nazie et l'Union soviétique staliniste,,,.

## Caractéristiques du totalitarisme inversé
Pour Sheldon Wolin, le totalitarisme inversé est l'opposé, sur de nombreux points, du totalitarisme « classique » tel qu'il a existé dans l'Allemagne nationale-socialiste ou en Union soviétique :
- Dans un régime totalitaire, le pouvoir politique dirige l'économie tandis que dans un régime totalitaire inversé, le pouvoir économique dirige la politique. Ce qui rejoint l'oligarchie.

- Le régime totalitaire cherche à se procurer le soutien complet de l'ensemble de la population, et joue sur la peur de la répression ou l'enrôlement de la jeunesse : il va chercher à procurer à la population « un sentiment de puissance et de force collective ». La population d'un régime totalitaire inversé, quant à elle, se sentant « inutile », va se désintéresser progressivement de la politique, les élections devenant des non-événements joués d'avance[5].

Sheldon Wolin estime que les États-Unis d'Amérique ont de nombreux points communs avec un tel régime : 
- Un corps législatif faible

- « Un système de partis ou le parti au pouvoir reconstitue le système existant de façon à favoriser une classe dirigeante de riches, en laissant les citoyens les plus pauvres dans un sentiment d'impuissance et de désespoir politique et en gardant les classes moyennes entre la peur du chômage et le désir de récompense fantastique quand la nouvelle économie se redressera »[5].

Ce système serait encouragé par des « médias flagorneurs et de plus en plus concentrés », par « une machine de propagande institutionnalisée dans les think tanks bien financés ».

## Source de la traduction
- (en) Cet article est partiellement ou en totalité issu de l’article de Wikipédia en anglais intitulé « Inverted totalitarianism » (voir la liste des auteurs).